# Триренийванадий
Триренийванадий — бинарное неорганическое соединение
рения и ванадия
с формулой Re3V,
кристаллы.

## Получение
- Сплавление стехиометрических количеств чистых веществ:

{\displaystyle {\mathsf {3Re+V\ {\xrightarrow {2460^{o}C}}\ Re_{3}V}}}

## Физические свойства
Триренийванадий образует кристаллы
тетрагональной сингонии,
пространственная группа P 42/mnm,
параметры ячейки a = 0,9475 нм, с = 0,490 нм, Z = 4,
структура типа урана β-U
.
Соединение образуется по перитектической реакции при температуре 2460°C
и метастабильно при температуре ниже 1970°C .